# Без билета
Без билета — белорусская рок-группа, образованная в 1999 году.

## История
Группа была образована в 1999 году в Минске. В раннем творчестве музыканты пели на белорусском языке в стиле фолк-рок, совмещая инди-рок с психоделическими элементами. В 2003—2006 годы основным стилем группы стал инди-рок. В 2007 году вышел альбом «Кино» в жанре поп-рок и альт-поп.
Студийные диски «На неба» (2001), «Нарисована» (2004), «Поправка 22» (2006) продемонстрировали оригинальную эволюцию коллектива.
В 2006 году группа участвовала в создании саундтрека к фильму «Охота на пиранью» и выпустила песни «Готовься к бою», «В огне» и «Сибирская охота» (feat Болот).
В 2007 году beZ bileta выпустили хитовый и концептуальный альбом «Кино», который получил признание специалистов и стал одним из самых продаваемых белорусских релизов последних лет. В 2008 году группа закрепила успех на родине выпуском сборника-бестселлера «Настоящая любовь» и обширным туром по городам Беларуси.
В августе 2008 года beZ bileta попали на российское радио. Хитами радиоэфира стран СНГ стали композиции «Мечтатели» и «Good.bye» и «Здравствуй, мой друг». В апреле 2009 года компания «M2» выпустила в свет альбом «Мечтатели» — первый релиз группы в России. Презентация диска прошла в московском клубе «IKRA». В октябре 2009 года в Беларуси состоялся релиз диска «Африка». По итогам белорусской музыкальной премии «Рок-коронация 2009» он признан лучшим альбомом, а beZ bileta удостоены звания «Группа года».
Лидер группы Виталий Артист известен как успешный композитор, пишущий музыку для кинофильмов («Охота на пиранью», «Шутка»), телесериалов («Мужчины не плачут», «Супермаркет»), театральных постановок (спектакли пластического театра «Инжест»), телепроектов (цикл передач «Саша и Сирожа»), мультфильмов и рекламы. Лучшие инструментальные композиции Виталия Артиста были изданы в альбоме «Не без билета» (2008).
Коллектив имеет богатый опыт выступлений на фестивальных площадках Беларуси, Франции, Италии, Германии, Польши. beZ bileta были семь раз удостоены престижной белорусской премии «Рок-коронация». На российскую премию RAMP 2009 группа была представлена в четырёх номинациях. Участница beZ bileta Таня Кушнер выпустила сольный альбом «Mannequin» (2009), ставший хитом белорусского FM-эфира и завоевавший признание критиков из разных стран.
Группа славится эффектными визуальными воплощениями своих произведений — её клипы возглавляли национальные хит-парады, принимали участие в международных фестивалях и завоёвывали премии «Лучшее видео» от MTV. Десять клипов beZ bileta, а также концерт «КИНОсъёмки» вошли в её дебютный DVD «Про самое негрустное на свете» (2007).
Группа придумала собственный уникальный праздник. Ежегодно в начале ноября отмечается День Безбилетника. Праздновать его может любой желающий, вне зависимости от пола, возраста, национальной принадлежности и места жительства. Стартовав как локальная акция для поклонников beZ bileta, этот праздник стал знаковым явлением, получающим широкую поддержку масс-медиа. Группа традиционно отмечает День Безбилетника большим концертом и подарками для поклонников.
В «День Безбилетника-2011» состоялся концерт группы во Дворце спорта в Минске, собравший более 5000 человек. На следующий год финальный концерт «День Безбилетника-2012» республиканского тура принял КЗ Минск, зрителям была представлена по заявкам «Плейлист мечты».
В 2012 году группа выпустила песню «Адрес — планета Земля», где поётся, что человек не «прикреплён» к определённому месту, и что его дом — вся планета. В песне упоминаются Рио-де-Жанейро, Гранд-Каньон, дельта Нила, линии Наска, египетские пирамиды, озеро Байкал, Гудзон (река), Лунная долина и Остров Пасхи. В 2015 году группа отправилась в кругосветное путешествие по местам, упомянутым в песне, а в 2016 году на телеканале ОНТ вышел проект «Беларусь без границ», посвящённый этим путешествиям.

## Оценки
Татьяна Замировская в своей колонке для «БелаПАН» в 2008 году дала такую оценку творчества группы: «В 1999-м настоящим шоком было появление „Без Билета“ — я люблю их до сих пор, пускай в них осталось не так уж и много того, что так притягивало в них в то время».

## Дискография
CD
- На неба (2001)
- Нарисована (2004)
- Поправка 22 (макси-сингл; 2006)
- Кино (2007)[15]
- Настоящая любовь (2008)[16][17]
- Мечтатели (2009)[18]
- Африка[бел.] (2009)
- Красному диску солнца (2010)
- Звезда[бел.] (2011)[19][20]
- Море (2014)[21]
- Жара (2017)
- Маяк (2018)
- Легенда (2019)
- На кассете (2019) (сборник)
- Дети Солнца (2022)

DVD
- Про самое негрустное на свете (2007)

## Видеография
- «Stop Business» (2002)
- «Stop Business Remix» (2002)
- «Нарисована» (2003)
- «Две Лодки» (2003)
- «Шла дальше» (2004)
- «Смотреть вверх» (2004)
- «Место для тебя» (2006)
- «Такие медленные» (Январь 2007)
- «Песенка Артиста» (2007)
- «Никогда не умирай» (Сентябрь 2007)[22]
- «Настоящая любовь (Аватары)» (2008)
- «Мечтатели» (2008)
- «Good.bye» (2009, автор — Алексей Терехов)
- «Танцуй» (2009)
- «Африка» (2009)
- «Танцуй 2» (2010)
- «Птицы из Африки летят» (2010)
- «Все сразу!» (2010)
- «По ветру» (2011)
- «Байконур 66» (2011)
- «Адрес — планета Земля» (2012)
- «Быть как все» (2012)
- «На Ямайку!» (2013)
- «365 дней лета» (2014)
- «Пятница» (2015) Опубликовано в свободном просмотре 27 января. Видео было собрано из обрывков фраз песни, которые напели люди и выложили в интернет.
- «Аляска» (2016)[23]
- «Мая краіна Беларусь» (2016)[24]
- «Адрес — планета Земля» (2016)[25]
- «Головою на Восток» feat. Таня Кушнер (2018)
- «Свобода — это Рай» feat. Аня Шаркунова — (2018)

## Награды и номинации
- «Лучший клип года» — «Адрес — планета Земля» («Без билета», режиссёр Михаил Быченок) на Ліре 2016
- «Лучший рок-исполнитель (коллектив)» на Национальной Музыкальной Премии 2013
- «Лучший концерт года» — «Звезда» («Без билета») на Национальной Музыкальной Премии 2012
- Группа года на «Рок-коронации 2010» («Большая рок-корона»)
- Альбом года на «Рок-коронации 2010» («Африка»)
- Клип года на «Рок-коронации 2010» («Африка»)
- 4 номинации на российскую премию RAMP 2009 (Открытие, Клип, Хит, Альбом)
- Исполнитель года на «Рок-коронации 2009» (Виталий Артист)
- Клип года на «Рок-коронации 2009» («Мечтатели»)
- «Лучшее видео» на MTV Preparty RMA Awards 2007
- Спецприз прессы на конкурсе фестиваля «Fiesta Borealis» (Олецка, Польша, 2006)
- Песня года на «Рок-коронации 2002» («Мая краіна Беларусь»)[26][27][28]
- Открытие года на «Рок-коронации 2001»